# Heta-uma
Heta-uma (ヘタウマ ou ヘタうま) est un mouvement graphique japonais apparu dans les années 1970 dans la revue Garo. Proche du mouvement punk, il s'oppose au style manga classique et développe des thèmes et un style underground. Heta-uma peut être traduit par « mauvais-bon », désignant une œuvre qui semble mauvaise, mal dessinée, mais révèle de véritables qualités.